# Diplomaragna inflata
Diplomaragna inflata är en mångfotingart som först beskrevs av Karl Wilhelm Verhoeff 1942.  Diplomaragna inflata ingår i släktet Diplomaragna och familjen Diplomaragnidae. Inga underarter finns listade i Catalogue of Life.